# Kannus
Kannus este o comună din Finlanda.